# Rathmines Athletic Football Club
Rathmines Athletic Football Club est un club de football irlandais basé dans le quartier de Rathmines au sud du centre ville de Dublin. Le club participe à une seule saison du championnat d'Irlande en 1922-1923.

## Histoire
La saison 1922-1923 du championnat d'Irlande voit le nombre d'équipes engagées passer de huit à douze.
Alors que les YMCA et Frankfort Football Club se retirent, le Rathmines Athletic fait partie des six nouvelles équipes intégrées par la fédération irlandaise. Les autres nouvelles équipes sont les Shamrock Rovers, Shelbourne United, Pioneers, Athlone Town et Midland Athletic.
La première demande d'adhésion de Rathmines est refusée le 17 août 2022 en même temps que celle du Shelbourne United. Cette adhésion est reconsidérée uniquement après le retrait d'une autre équipe candidate : la candidature de University College Dublin est rejetée car le club est incapable de valider un terrain pour accueillir ses matchs à domicile pendant toute la durée de la saison.
Rathmines Athletic termine le championnat à la dernière place avec deux victoires en vingt-deux rencontres. La dernière journée de la compétition doit les opposer à leurs voisins du Dublin United Football Club de Donnybrook. Alors que le club venait de se désengager du championnat, l'équipe ne dispute même pas cette dernière rencontre. Le match est bien plus tard transformé en une victoire pour leurs adversaires. Quelques semaines plus tard, alors que Rathmines Athletic est engagé dans la coupe d'Irlande et doit rencontrer les corkmens de Fordsons, le club déclare forfait et envoie son adversaire directement au deuxième tour. Rathmines Athletic disparait alors définitivement de l'élite du football irlandais.

## Sources
- (en) Brian Kennedy, Just Follow the floodlights! : The Complete guide to League of Ireland Football, Dublin, The Liffey Press, 2011, 310 p., p. 307.